# Spica (lepidòpter)
Spica és un gènere de papallones nocturnes de la subfamília Thyatirinae de la família Drepanidae.

## Taxonomia
- Spica luteola Swinhoe, 1889
- Spica parallelangula Alphéraky, 1893